# U-Bahnhof Röthenbach
Der U-Bahnhof Röthenbach (Abkürzung: RB) wurde als 28. U-Bahnhof der Nürnberger U-Bahn am 27. September 1986 eröffnet. Er ist der Endbahnhof für die Linie U2 und 1317 m vom U-Bahnhof Hohe Marter entfernt. Benannt ist der U-Bahnhof nach dem 1922 eingemeindeten Nürnberger Stadtteil Röthenbach, in dem er liegt. Täglich wird er von rund 26.400 Fahrgästen genutzt (Mo–Fr, 2019).

## Lage und Infrastruktur

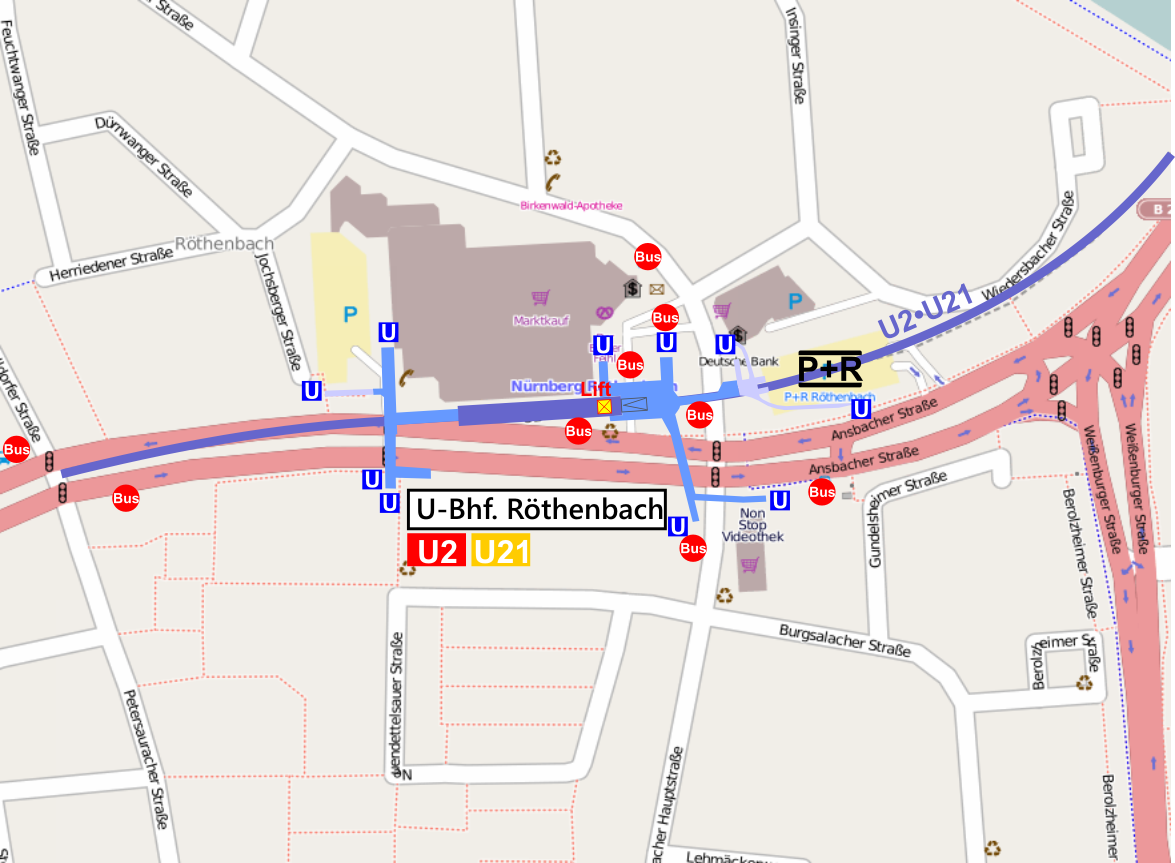
Lageplan U-Bhf. Röthenbach

Der Bahnhof liegt im Nürnberger Stadtteil Röthenbach unterirdisch in Ost-West-Richtung nördlich der Ansbacher Straße zwischen Dombühler- und Jochsberger Straße. Vom Ostkopf des Bahnsteigs führt ein Aufgang in ein Verteilergeschoss und von dort aus zu allen Ecken der Kreuzung Ansbacher/ Dombühler/ Röthenbacher Hauptstraße sowie zum Omnibusbahnhof. Der westliche Bahnhofsaufgang führt als Rampe in ein Verteilergeschoss und von dort aus auf die Nord- und Südseite der Ansbacher Straße. Ein Aufzug verbindet die Oberfläche mit dem östlichen Verteilergeschoss und der Bahnsteigebene. An den Bahnhof schließt sich Richtung Flughafen ein spitz zu befahrender Gleiswechsel und an der Westseite eine 210 Meter lange Abstell- und Kehranlage an.
In der Umgebung des Bahnhofs befinden sich der Main-Donau-Kanal und das Röthenbacher Einkaufszentrum.

## Bauwerk und Architektur
Das Bahnhofsbauwerk ist 258 m lang, 16 m breit und 11 m tief (eineinhalbfache Tiefenlage). Die Bauarbeiten begannen am 5. Juli 1983 und wurden in offener Bauweise ausgeführt.
Architektonische Merkmale sind die stützenfreie Ausführung des Bahnhofs, der Einbau von zehn Lichtkuppeln in die Bahnhofsdecke sowie die Verkleidung der Bahnsteigwände mit strukturierten Keramikplatten.

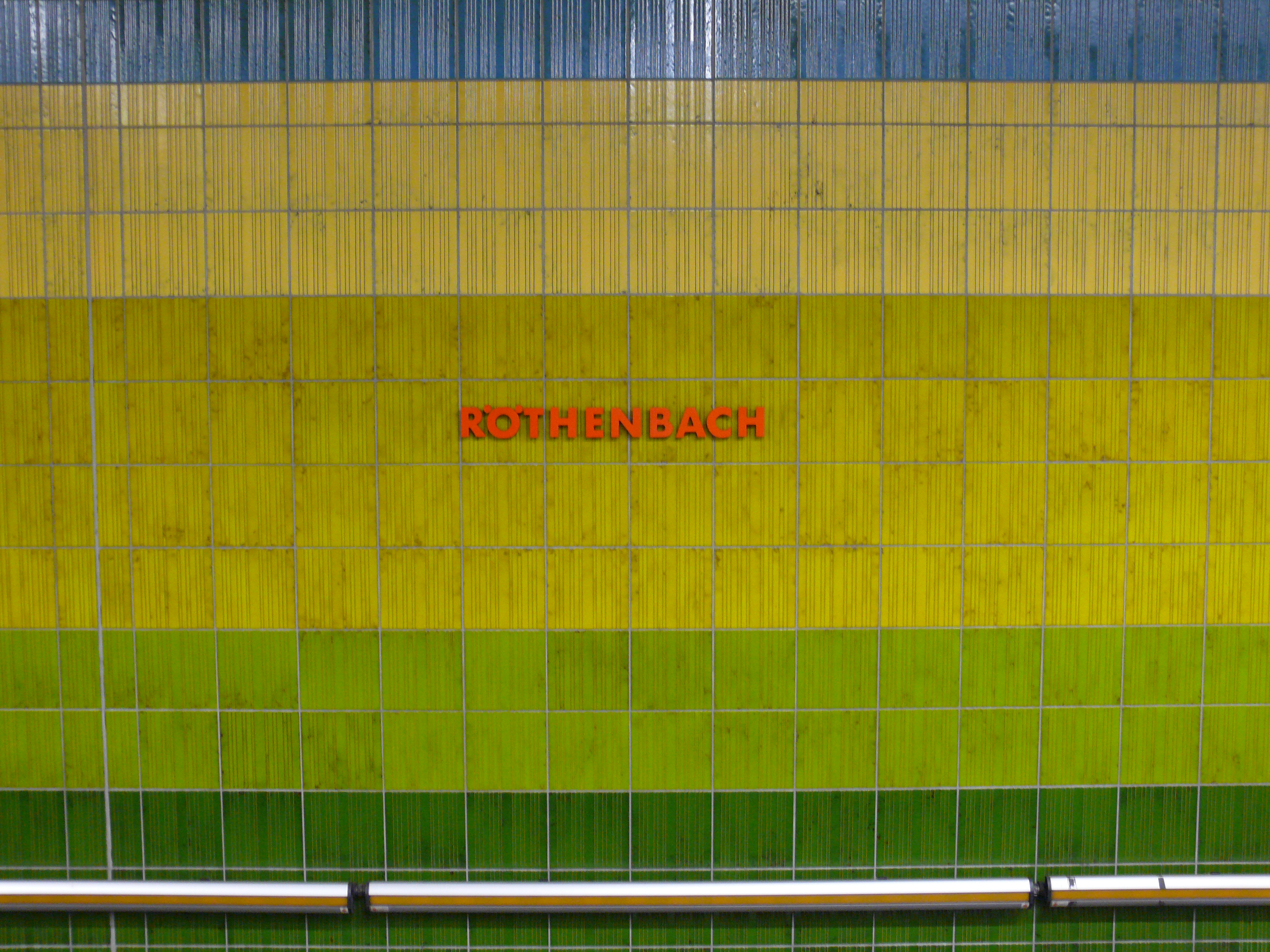
Stationsname an den Bahnsteigwänden
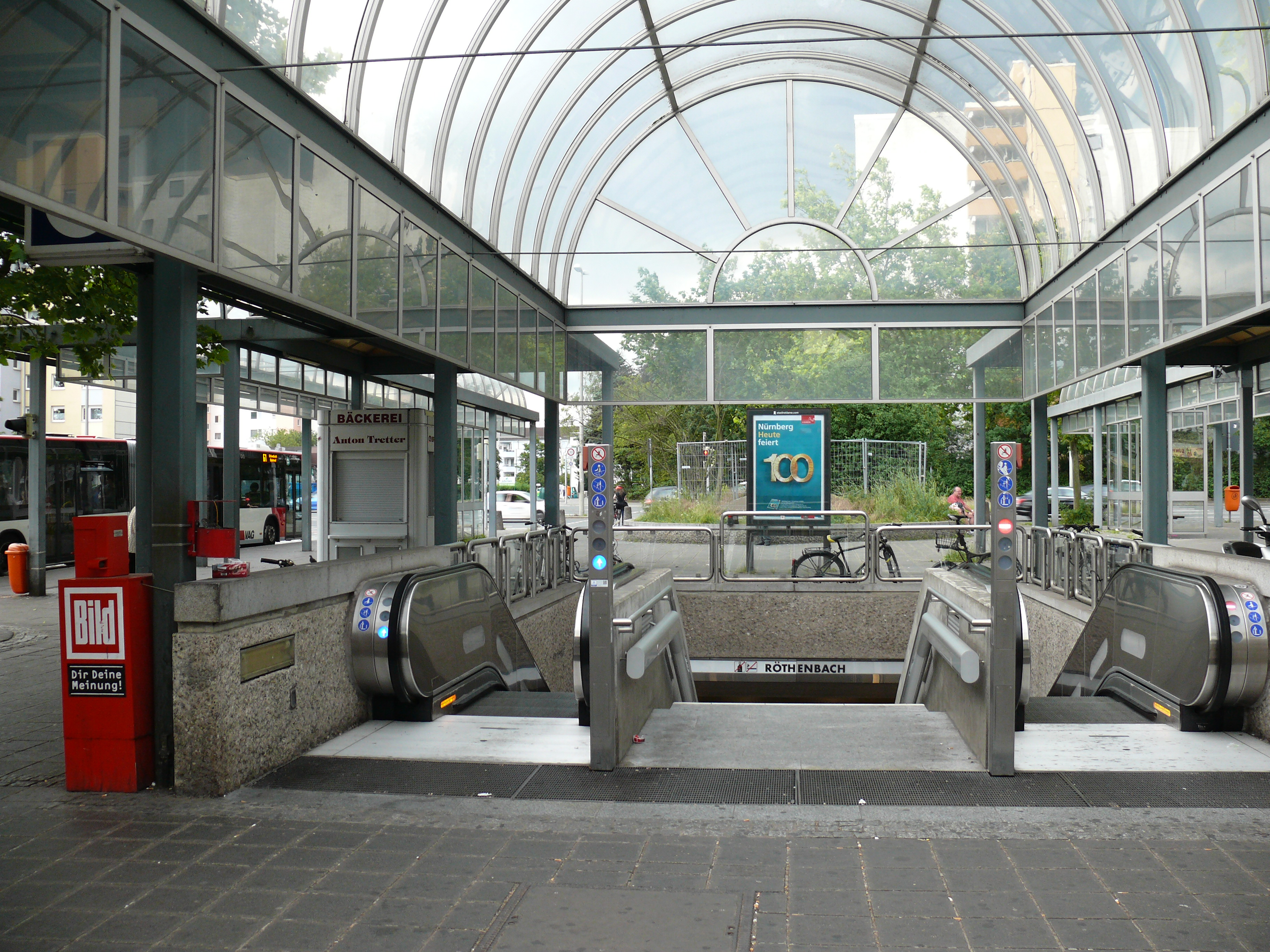
Zugang an der Oberfläche
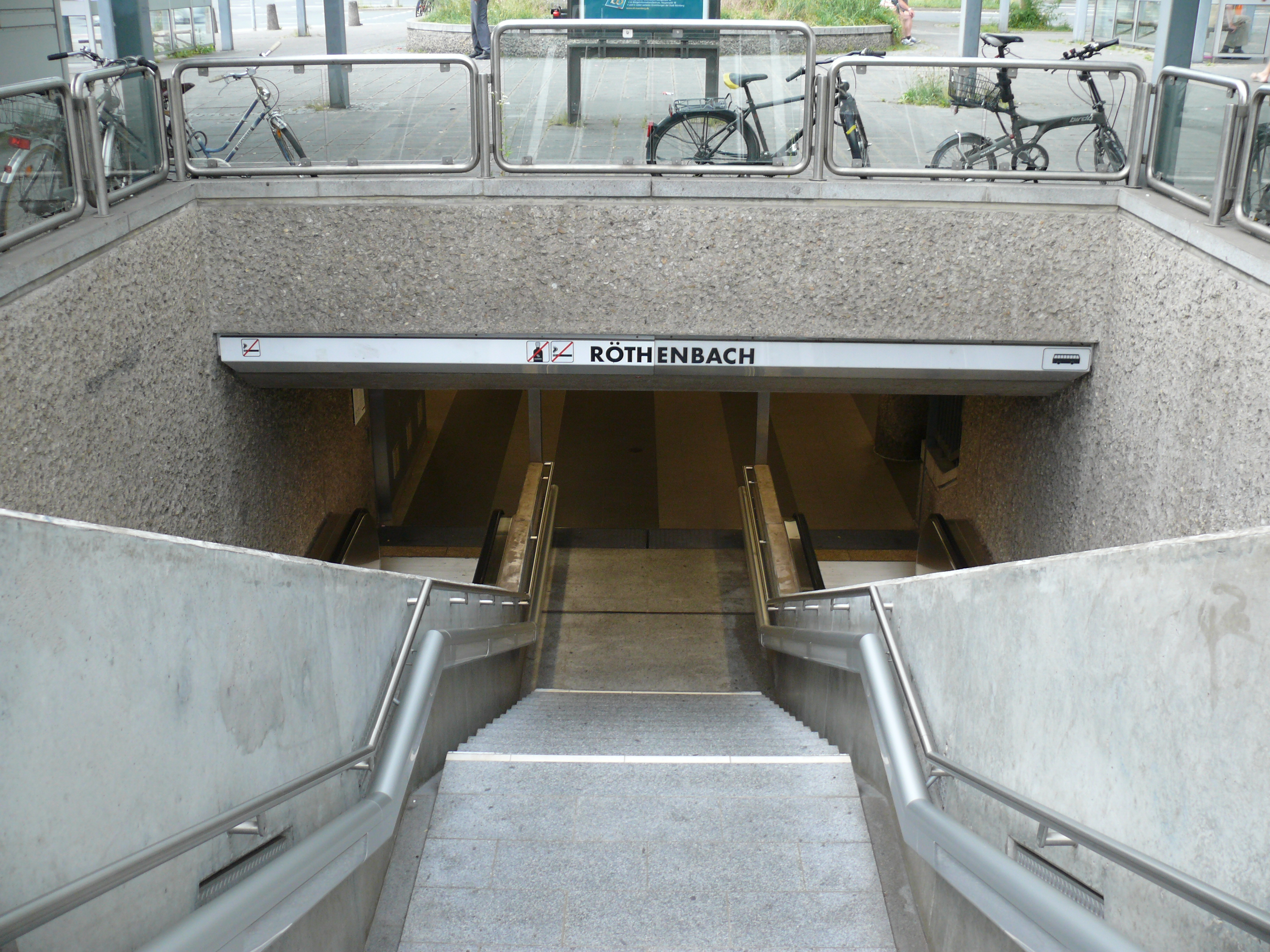
Abgang von der Oberfläche zum Verteilergeschoss
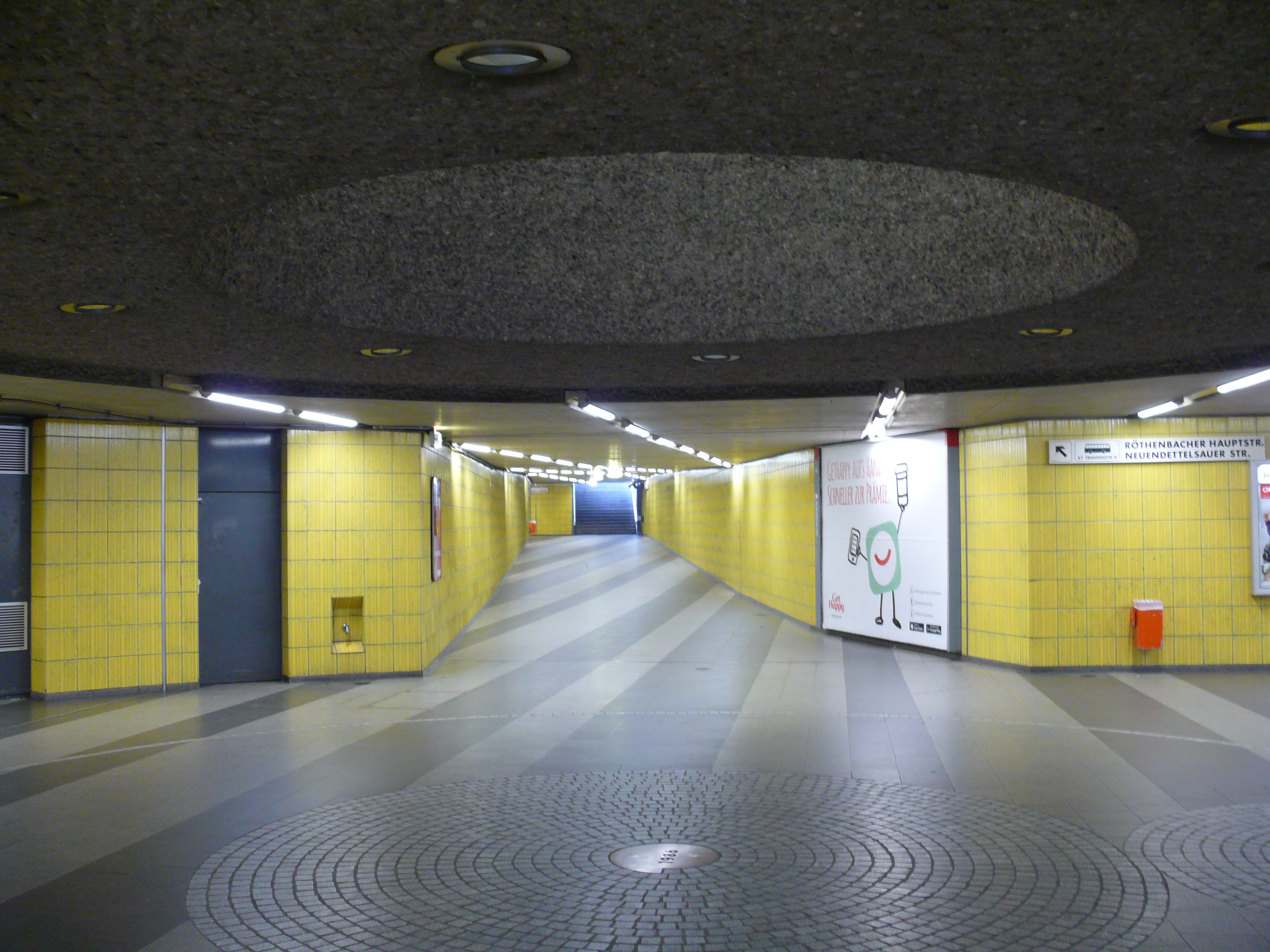
Verteilerebene
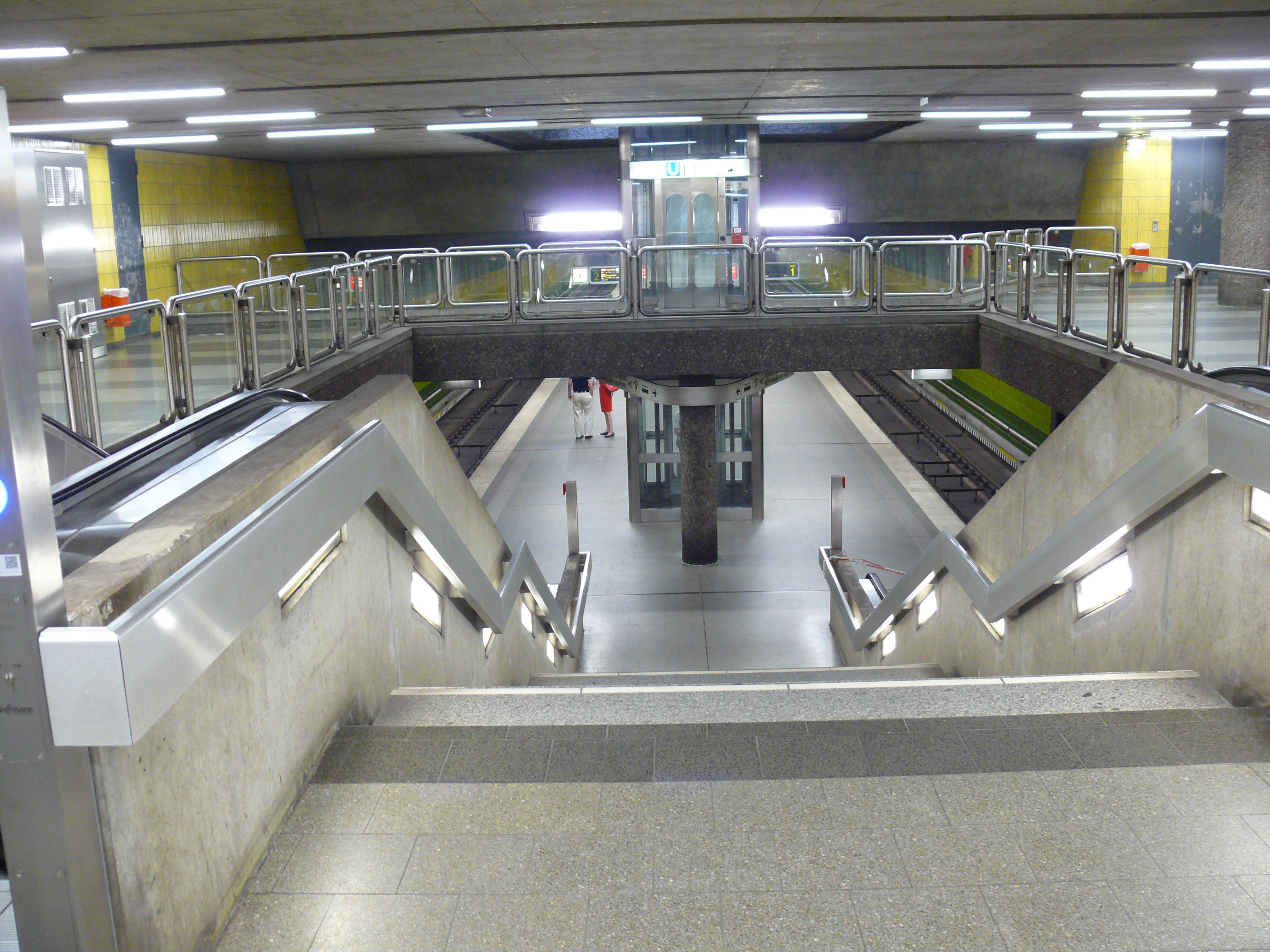
Blick vom Verteilergeschoss auf die Bahnsteigebene
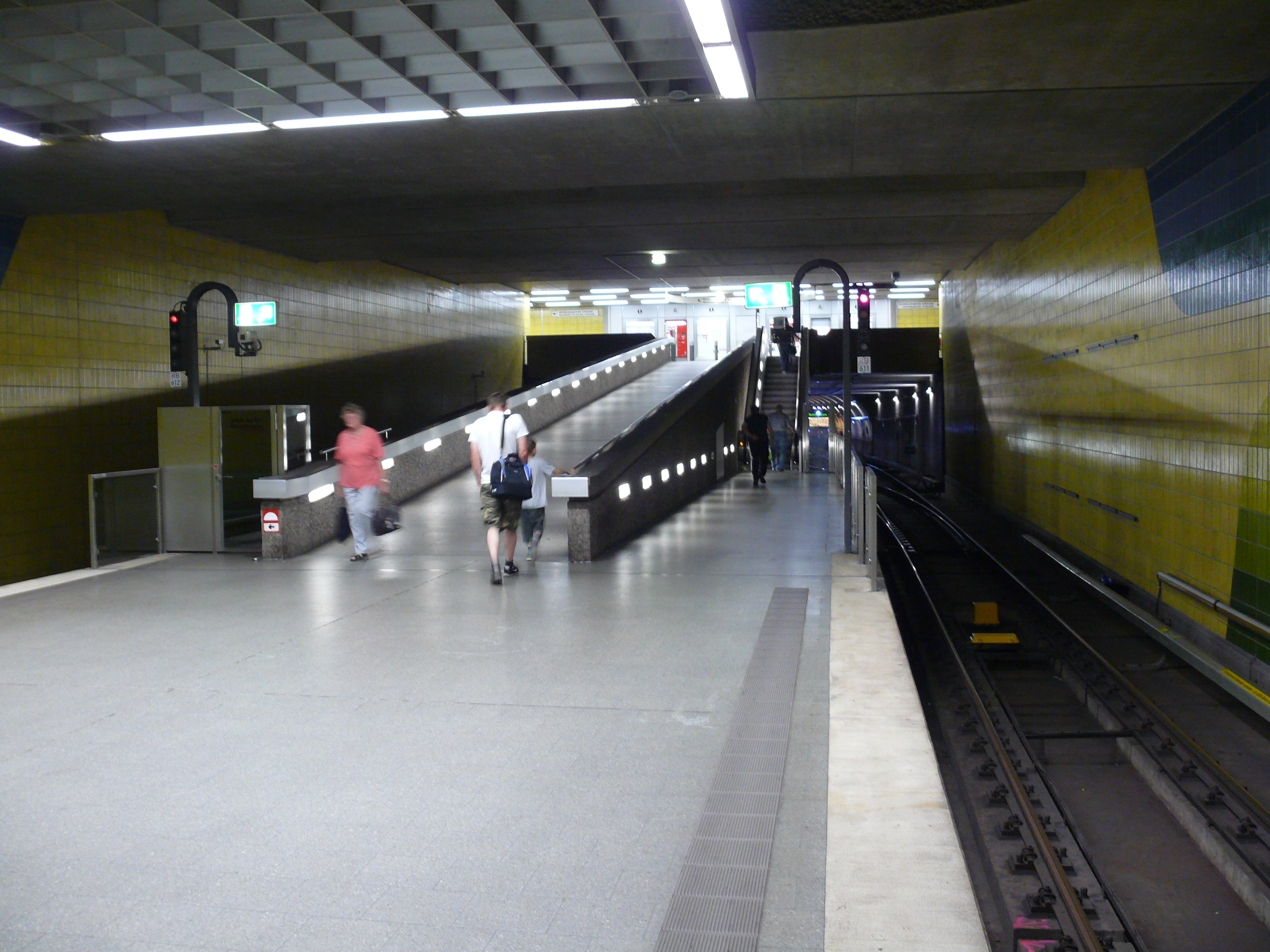
Rampe von der Bahnsteigebene zum Verteilergeschoss

## Linien
| Linie | Verlauf | Takt                                                   |
| ----- | --- | ------------------------------------------------------ |
| U2    | Röthenbach – Hohe Marter – Schweinau – St. Leonhard – Rothenburger Straße – Plärrer – Opernhaus – Hauptbahnhof – Wöhrder Wiese – Rathenauplatz – Rennweg – Schoppershof – Nordostbahnhof – Herrnhütte – Ziegelstein – Flughafen Stand: Fahrplanwechsel Dezember 2023 | 5 min 3–4 min (zur HVZ) 10 min (Ziegelstein–Flughafen) |

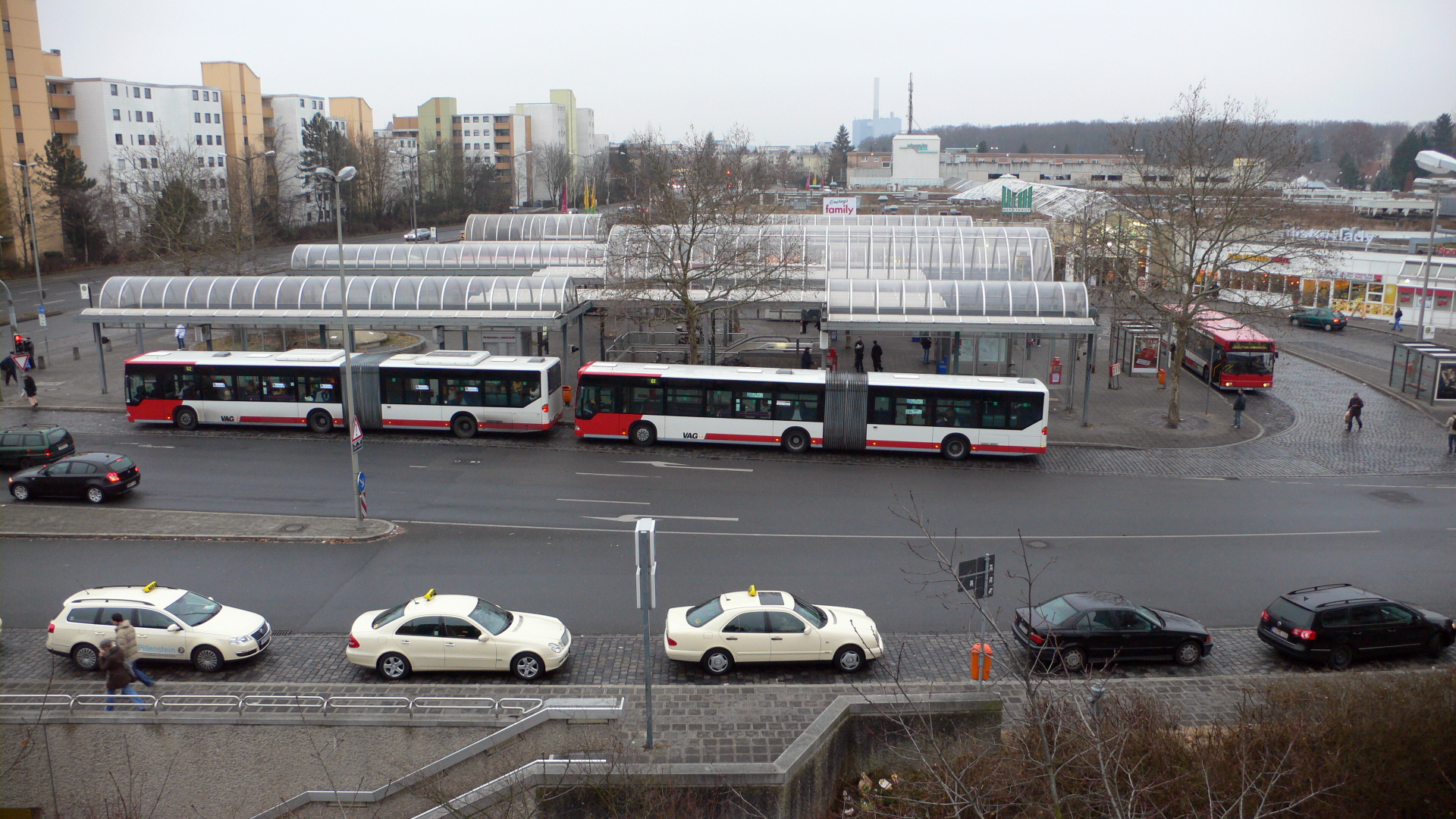
Busbahnhof Röthenbach

Der Bahnhof wird von der U-Bahn-Linie U2 bedient. An der Oberfläche befindet sich ein Busbahnhof, an dem die Stadtbuslinien 35, 60 bis 67, 69, 91 und 98 sowie die private Buslinie 713 halten. Am Wochenende und vor Feiertagen verkehrt auch die Nachtbuslinie N7.